# 塔岛金丝燕
塔岛金丝燕（学名：Aerodramus leucophaeus）是雨燕科的一种金丝燕，是社会群岛和法属玻利尼西亚的特有种，分布于塔希提和莫雷阿岛。性喜高海拔地区的湿润、多岩和林木茂盛的山谷，常筑巢于悬石下、近海悬崖下或岩洞里的阴凉地带。